# Halebardă

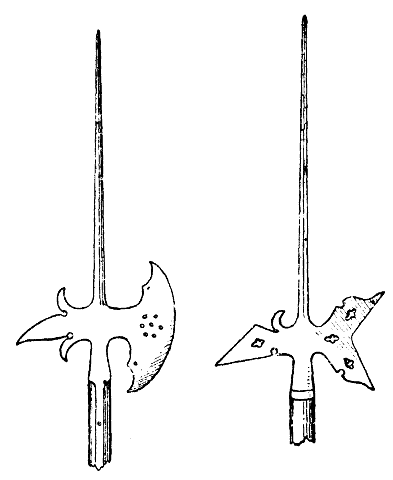
Halebarde suedeze din secolul XVI-lea

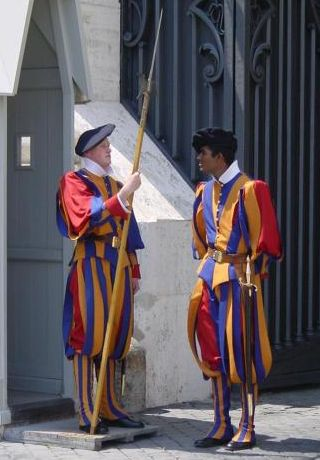
Halebardier din Garda Elveţiană Pontificală

Halebarda este o armă albă de infanterie compusă din: 
- mâner lung, ca la suliță (hampă);
- secure, cu un tăiș de formă concavă sau convexă,[3] a cărei lovitură zdrobea piesele metalice ale armurii nimicind pe inamic;
- cârlig pentru agățarea și doborârea de pe cal a călărețului sau pentru rănirea picioarelor calului;
- vârf masiv și ascuțit (suliță), care pătrunde cu ușurință printre plăcile armurii, străpungând rețeaua de zale îmbrăcată pe sub armură.

Halebardele având lama securii dreaptă sunt încadrate cu aproape un secol mai repede decât cele cu perforații și încrustații. Halebardele cu secure perforată și încrustații pe ea au fost specifice armelor de paradă din a doua jumătate a secolului al XVI-lea, fiind frecvent utilizate de infanteria secolelor XV-XVI.
Halebarda, care este de origine elvețiană, era folosită pe scară largă în Germania încă din secolul al XIV-lea și a fost introdusă în Franța, în dotatrea pedestrimii, în vremea lui Ludovic al XI-lea al Franței, fiind folosită de infanteriști împotriva cavaleriei.
Infanteria secolelor XVI-XVIII folosea de regulă halebarda, împotriva șarjelor de cavalerie, și sabia, care era foarte bună în situații de luptă corp la corp. Halebarda dădea posibilitatea de a ține pe cavalerist la distanță. Dacă trupa acționa grupat, sprijinită de arcași, aceste arme puteau fi folosite cu maximum de randament.
În anul 1601, Mihai Viteazul a fost lovit mortal cu o halebardă de căpitanul valon Raucigny (după alții, de comandantul valon Beauri), după care i s-a tăiat capul cu propria spadă.
În zilele noastre halebardele mai persistă doar în dotarea Gărzii Elvețiene a Cetății Vaticanului, însă motivul folosirii lor este cel al respectării tradiției și nu al contracarării unei agresiuni.
La Muzeul Brukenthal din Sibiu este expusă o halebardă de paradă, din secolul al XVII-lea, cu vârful realizat din fier și hampa din lemn. Lungimea hampei este de 187 cm, a vârfului este 42 cm iar lungimea tăișului securii este de 25 cm.
În localitatea Petru Vodă, Neamț a fost descoperită o halebardă de ceremonial, într-o stare excelentă de conservare. Are o greutate de 1,2 kg iar lama acesteia, cu o lungime a tăișului de 21 cm, este traforată și conține patru medalioane ovale (două unifață, respectiv, două postfață), reprezentând efigia unui voievod, presupus a fi Ioan Vodă cel Cumplit.